# Palácio de Darul Aman

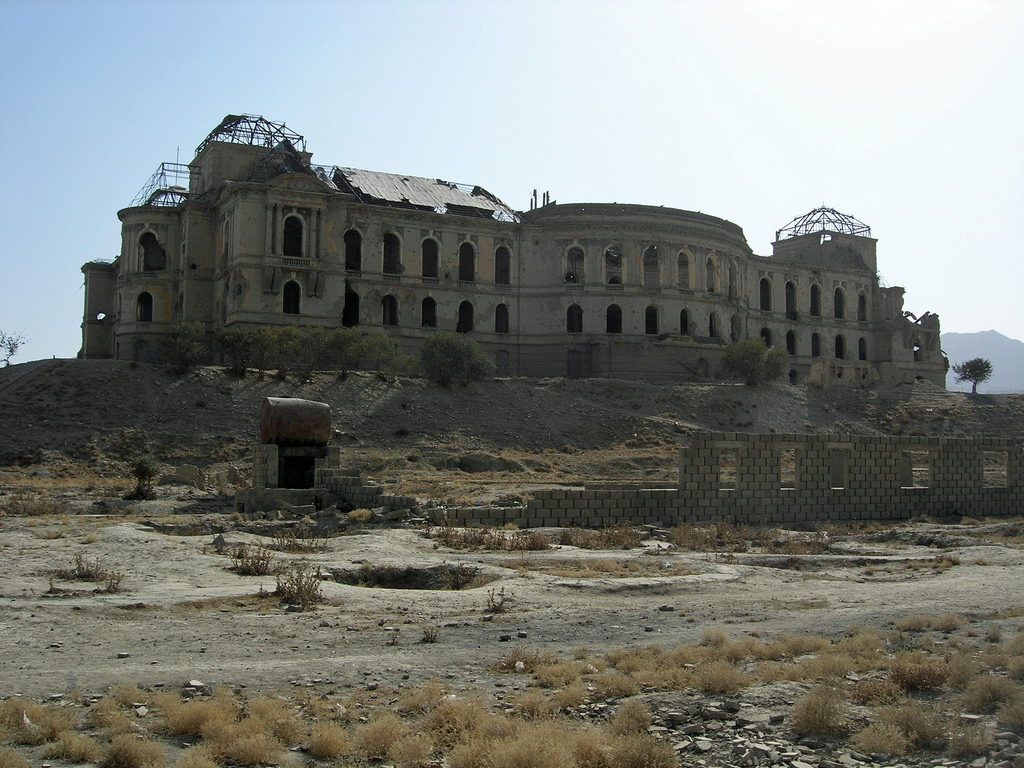
As ruínas do Palácio Darul Aman, na periferia de Cabul.

O Palácio de Darul Aman ("morada da paz" ou, com duplo sentido, "morada de Aman[ullah]") é um antigo palácio, destruído devido a constantes guerras, e reconstruído em 2019, localizado a 16 km do centro da capital Cabul, no Afeganistão. O palácio foi lar da família real afegã e depois sede do exército daquele país.
O palácio foi construído em 1925, sendo completado dois anos mais tarde. Em dezembro de 1968, ele foi parcialmente destruído num incêndio. Quando a monarquia foi derrubada, passou a ser a sede do Ministério da Defesa. Em 1978, foi danificado seriamente durante a Revolução de Saur. Nos anos 90 já estava abandonado, sofrendo mais danos devido a combates e chegou a ser usado por refugiados como abrigo. Em 2005, o novo governo afegão cogitou revitalizar o palácio e utilizá-lo como sede do seu parlamento, mas ataques do Talibã impediram isso.
Em 2016, trabalhos começaram para renovar o palácio, com orçamento estimado entre dez e vinte milhões de dólares, com a estimativa do término do projeto para terminar a tempo do centenário da independência do Afeganistão, em 1919. Cerca de 600 toneladas de destroços foram removidos do prédio de 150 salas e na primavera de 2017, os trabalhadores já estavam retirando gesso e concreto das paredes internas. Cerca de 80 engenheiros e arquitetos estavam envolvidos no projeto, dos quais cerca de 25% eram mulheres. Em julho de 2019, a maior parte do principal trabalho de reconstrução do palácio foi concluída.
Em 18 de abril de 2020, uma cerimônia de abertura foi realizada enquanto o palácio era usado como um centro de tratamento e isolamento COVID-19 temporário com 200 leitos durante o pandemia.